# قنطريون مرجي
القنطريون المرجي واسمه العلمي (باللاتينية: Centaurea pratensis) نوع نباتي ينتمي إلى جنس القنطريون من الفصيلة النجمية.
هو هجين بين القنطريون البني (باللاتينية: C. jacea) والأسود (باللاتينية: C. nigra).

## الموئل والانتشار
موطنه غرب أوروبا.